# Philip Jessup
Philip Caryl Jessup (New York, 5 januari 1897 - aldaar, 31 januari 1986) was een Amerikaans rechtsgeleerde en diplomaat. Van 1925 tot 1961 was hij docent en hoogleraar internationaal recht aan de Columbia-universiteit. Van 1961 tot 1970 was hij rechter van het Internationaal Gerechtshof.

## Levensloop
Jessup studeerde aan het Hamilton College in Clinton en behaalde daar zijn bachelorgraad. Aansluitend studeerde hij rechten aan de Yale-universiteit en voltooide deze studie met een Master of Laws. Drie jaar later promoveerde hij tot doctor aan de Columbia-universiteit. Van 1925 tot 1946 was hij werkzaam aan de Columbia-universiteit als docent en later hoogleraar internationaal recht en van 1946 tot 1961 bekleedde hij daar de Hamilton Fish-leerstoel voor internationaal recht en diplomatie. Jessup werd in 1948 toegelaten tot het Institut de Droit International.
In die tijd werden hij en ambtenaren van het Ministerie van Buitenlandse Zaken door senator McCarthy beschuldigd van het hebben van communistische sympathieën. In 1950 sprak de onderzoekscommissie van de senaat onder leiding van Millard Tydings hem daar echter van vrij. Een jaar later werd hij door president Harry S. Truman genomineerd voor de positie van VS-gezant bij de Verenigde Naties. Nadat de senaat onder invloed van het Mccarthyisme daar geen goedkeuring aan gaf, omzeilde Truman die senaatsbeslissing door Jessup deze positie voorlopig toe te kennen (interim appointment).
Van 1954 tot 1955 was Jessup president van de American Society of International Law. Korte tijd na het aantreden van president John F. Kennedy stemde het Ministerie van Buitenlandse Zaken in met een kandidatuur van Jessup als rechter van het Internationaal Gerechtshof in Den Haag; deze functie uitoefende hij uit in de periode van 1961 tot 1970. In 1964 werd hij onderscheiden met de Manley O. Hudson Medal van de American Society of International Law.
Na zijn terugkeer in de VS bekleedde hij verschillende functies aan de Universiteit van Georgia, de Columbia-universiteit en het Wellesley College. Jessup is naamgever van de Philip C. Jessup International Law Moot Court Competition.

## Werk (selectie)
- 1928: American Neutrality and International Police, Boston
- 1950: A Modern Law of Nations, 1948; deutsche Übersetzung: Modernes Völkerrecht, Stuttgart
- 1956: Transnational Law, New Haven
- 1974: The Birth of Nations, New York

- Bibsys: 90864962
- Bibliothèque nationale de France: cb12300978c (data)
- Gemeinsame Normdatei: 118776177
- International Standard Name Identifier: 0000 0001 2147 1555
- Library of Congress Control Number: n50037765
- National Archives and Records Administration: 10580733
- Bibliotheek van het Japanse parlement: 00444693
- Nationale Bibliotheek van Tsjechië: mzk2015865411
- Nationale Bibliotheek van Israël: 987007594699305171
- Nationale Bibliotheek van Polen: a0000002419694
- Nederlandse Thesaurus van Auteursnamen: 068656319
- LIBRIS: 191639
- SNAC: w6h425xs
- Système universitaire de documentation: 031876919
- Trove: 1489429
- Virtual International Authority File: 17288243
- WorldCat: E39PBJycRhYcPBXJMqQFmMxhpP